# Draves Point
Der Draves Point ist eine Landspitze an der Knox-Küste des ostantarktischen Wilkeslands. Sie ist die westlichste Landmarke der Booth-Halbinsel und liegt 500 m nördlich des östlichen Teils von Thomas Island.
Das Advisory Committee on Antarctic Names (US-ACAN) gab ihr 1956 in der irrtümlichen Annahme, es handele sich bei diesem Objekt um eine Insel, den Namen Draves Island. Wissenschaftler einer sowjetischen Antarktisexpedition (1956–1957) stellten fest, dass die Landmarke ein Teil der Booth-Halbinsel ist. Das US-ACAN korrigierte 1961 das Toponym. Namensgeber ist Dale Draves, Besatzungsmitglied der durch Lieutenant Commander David Eli Bunger (1909–1971) durchgeführten Flüge bei der US-amerikanischen Operation Highjump (1946–1947) zur Anfertigung von Luftaufnahmen.